# Edit Herczog

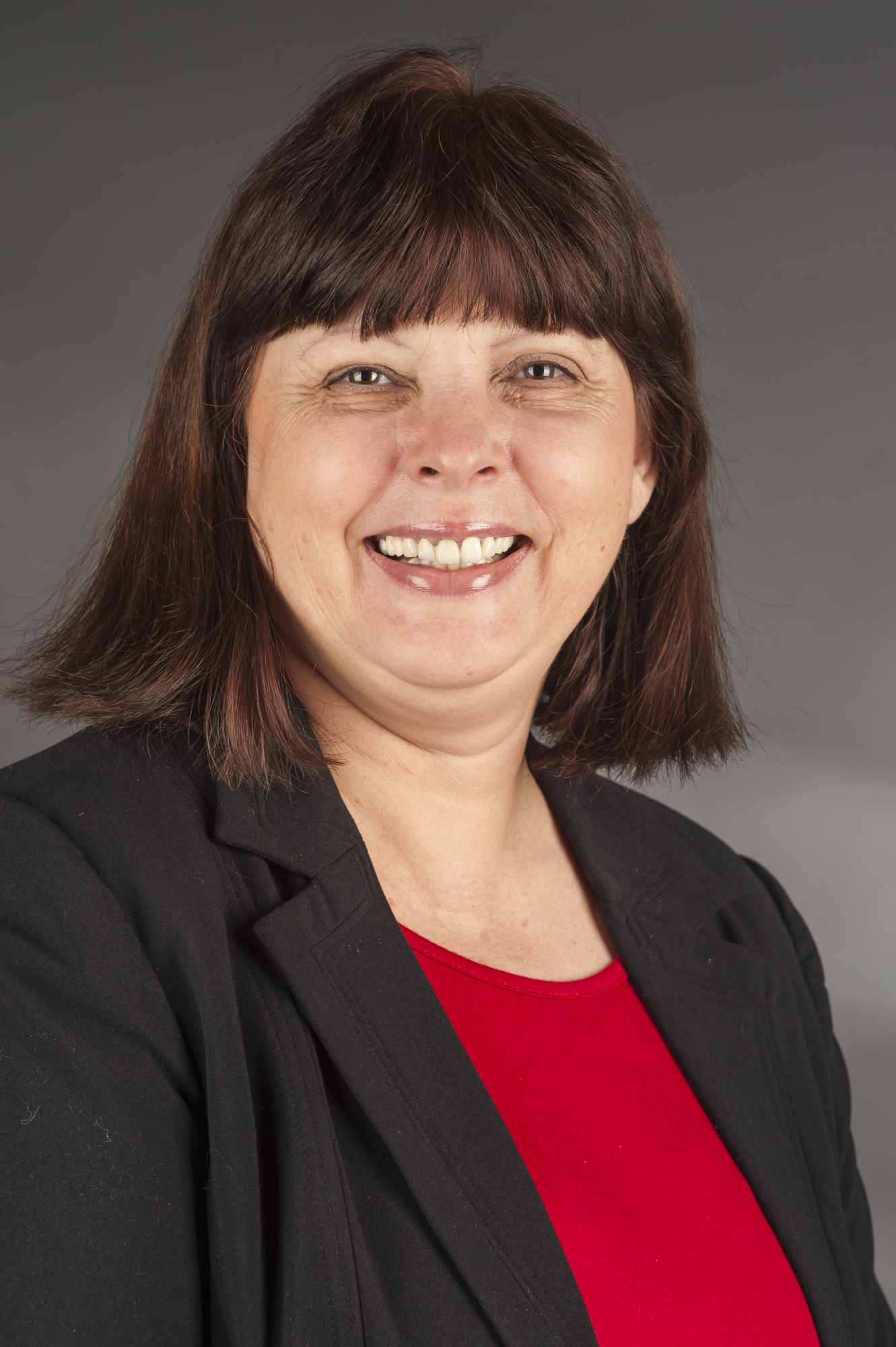
Edit Herczog 2014

Edit Herczog (* 5. Mai 1961) ist eine ungarische Politikerin der Ungarischen Sozialistischen Partei.

## Leben
Herczog studierte an der Universität für Gartenbau in Budapest und ist Ingenieurin für Konservierungstechnik. Von 1994 bis 1997 war sie für Unilever Ungarn und von 1997 bis 2004 für ICI Ungarn tätig. Herczog war ab 2004 Abgeordnete im Europäischen Parlament.

## EU-Abgeordnete
Herczog ist in der Periode 2009 bis 2014 Schatzmeisterin ihrer Fraktion, der Fraktion der Progressiven Allianz der Sozialisten & Demokraten im Europäischen Parlament.
Sie ist Mitglied im Ausschuss für Industrie, Forschung und Energie, in der Delegation in den Ausschüssen für parlamentarische Kooperation EU-Armenien, EU-Aserbaidschan und EU-Georgien und der Delegation in der Parlamentarischen Versammlung EURO-NEST. Stellvertreterin ist sie im Haushaltsausschuss, im Haushaltskontrollausschuss, im Sonderausschuss gegen organisiertes Verbrechen, Korruption und Geldwäsche sowie in der Delegation für die Beziehungen zu den Vereinigten Staaten.